# Viola kiangsiensis
Viola kiangsiensis W.Becker – gatunek roślin z rodziny fiołkowatych (Violaceae). Występuje endemicznie w Chinach – w prowincjach Guangdong, Hajnan, Hunan i Jiangxi oraz w regionie autonomicznym Kuangsi. 

## Morfologia
PokrójBylina tworząca kłącza i rozłogi.
LiścieBlaszka liściowa ma owalny lub podługowato-owalny kształt. Mierzy 2–8 cm długości oraz 1,5–4 cm szerokości, jest karbowana na brzegu, ma sercowatą nasadę i ostry wierzchołek. Ogonek liściowy jest nagi i ma 20–40 mm długości. Przylistki są równowąsko lancetowate i osiągają 15 mm długości.
KwiatyPojedyncze, wyrastające z kątów pędów. Mają działki kielicha o lancetowatym kształcie i dorastające do 4 mm długości. Płatki są odwrotnie jajowate i mają purpurową barwę, dolny płatek posiada obłą ostrogę o długości 2-3 mm.
OwoceTorebki o niemal kulistym kształcie.

## Biologia i ekologia
Rośnie w lasach i na brzegach cieków wodnych. Występuje na wysokości od 600 do 1000 m n.p.m.